# Gerry van der Linden
Gertrude Maria Johanna Catharina (Gerry) van der Linden (Eindhoven, 25 november 1952) is een Nederlandse dichter en schrijver. 

## Biografie
Van der Linden publiceerde tot nu toe twaalf dichtbundels, een novelle en twee romans.
Ze werd in 1975 ontdekt door Remco Campert, die haar eerste gedichten opnam in zijn literaire tijdschrift Gedicht. In 1978 debuteerde ze met de poëziebundel De Aantekening.
Na een stilte van jaren - toen ze onder andere in de Verenigde Staten woonde waar ze diverse baantjes had en een poëzieworkshop opzette voor het San Francisco Art Center - werkte ze aan een comeback met de publicatie van de in 1990 verschenen dichtbundel Val op de rand. 
Gerry van der Linden ontving in 2007 de International Poetry Reward of Izmir (Turkije) en in 2009 werd haar bundel Glazen jas (2007) genomineerd voor de Brabantse Prijs der Letteren. In 2019 ontving zij de Ditet e Naimit Poëzieprijs (Macedonië) voor haar internationale bijdragen. In 2016 verscheen Uma estranha no Alentejo, een Portugees/Nederlandse uitgave van gedicht en beeld waarin naast haar poëzie (in een Portugese vertaling van Ana Carvalho) ook haar beeldend werk centraal staat.    
In 2019 publiceerde Éditions Caractéres Paris een anthologie van haar gedichten: Fauves des villes (suivi d'un croque avec Brodsky) in een Franse vertaling van Daniel Cunin. Zij nam deel aan Le Marché de la Poésie Paris in 2019/2021. Poëzie van haar is vertaald in het Engels, Frans, Duits, Albanees, Arabisch, Macedonisch, Sloveens, Spaans, Portugees en Turks. 
Van 2005 tot 2008 was ze als Nederlands bestuurslid van de internationale schrijversorganisatie PEN betrokken bij met name het Writers in Prison Comittee (WIPC Londen).
Nieuw werk van haar wordt gepubliceerd in o.a. Hollands Maandblad, Poëziekrant en Het Liegend Konijn. Ook draagt ze regelmatig voor op poëziemanifestaties en neemt ze deel aan festivals in binnen- en buitenland.
Gerry van der Linden is sinds 1994 docent Poëzie en Schrijftraining aan de Schrijversvakschool in Amsterdam. Daarnaast is ze beeldend kunstenaar; ze maakt o.a. collages en installaties van objets trouvés.

## Persoonlijk leven
Gerry van der Linden heeft een zoon (1983), spoken word artiest en theatermaker Luan Buleshkaj.

## Beknopte bibliografie

### Poëzie
- De Aantekening  (1978, De Bezige Bij)
- Val op de rand  (1990, Prometheus)
- Aan mijn veren hand  (1993, Nijgh & Van Ditmar)
- Zandloper  (1997, L.J. Veen)
- Lila en de Tekens, dichtbundel met cd  (1999, Bèta Imaginations)
- Uitweg  (L.J. Veen, 2001)
- Goed volk (L.J. Veen, 2004)
- Glazen jas  (Nieuw Amsterdam, 2007)
- Wat een geluk  (Nieuw Amsterdam, 2012).
- Stadswild (Nieuw Amsterdam, 2014)
- Verse Helden (Nieuw Amsterdam, 2017)
- Niemand blijft het langst (Nieuw Amsterdam 2021)

### Proza
- Enveloppe, novelle  (1991, Nijgh & Van Ditmar)
- Wind, roman  (1995, Nijgh & Van Ditmar)
- Dolk, roman  (2000, L.J. Veen)